# Dafni (architetto)
Dafni (in greco antico: Δάϕνις?, Daphnis; Mileto, V secolo a.C. – Mileto, V secolo a.C.) è stato un architetto greco antico.

## Biografia
Dafni è nominato da Vitruvio come collaboratore di Peonio di Efeso nella progettazione del tempio di Apollo Filesio o Apollo Didimeo di Mileto, ma cronologicamente, secondo alcune fonti storiche, può aver partecipato solamente alla ricostruzione del tempio, distrutto dai Persiani nel 493 a.C.. Comunque vi è incertezza tra gli storici dell'arte riguardo alla sua cronologia, stabilita da alcuni all'età di Alessandro Magno, ma dai più, e sembra con maggiore validità storica, intorno alla metà del sec. V, periodo in cui era attivo Dafni.
Questo è confermato dallo stile, sia architettonico sia decorativo, della costruzione.
Secondo la fonte di Vitruvio, Peonio avrebbe concluso la costruzione del primo Artemisio di Efeso, che fu cominciata da Chersifrone sulla metà del VI secolo a.C. e durò centoventi anni.
Peonio di Efeso durante la costruzione dell'Artemisio di Efeso, collaborò assieme a Demetrio di Efeso.

## Opere
- Tempio di Apollo Filesio o Apollo Didimeo di Mileto.